# مركز اولمبيا
مركز اولمبيا أو اولميبيا، ناطحة سحاب في مدينة شيكاغو، مبنى متعدد الاستخدامات يتألف من مكاتب في الجزء السفلي من المبنى والوحدات السكنية في الجزء العلوي الضيق، وقد صُمم من قبل سكيدموري، أوينغس وميريل، يَبلغ أرتفاعه 725 قدم (221 متر)، ويتكون من 63 طابق، ويعتبر من أطول المباني التي تَقع في مَركز مدينة شيكاغو، المظهر الخارجي مكون من الجرانيت السويدي، الذي أكتمل في إيطاليا. بُني في عام 1981، وأكتمل بناءه في عام 1986.
وينقسم المبنى إلى ثلاث مناطق: منطقة التجزئة المأخودة من قبل نيمان ماركوس، المنطقة الثانية: المكاتب التجارية التي تَبدأ من طابق السادس إلى الطابق الثالث والعشرون، المنطقة الثالثة: الوحدات السكنية التي تبدأ من الطابق 24 إلى الطابق 63.
يَقع مَركز طب الأطفال في جناح 820، في مركز أولمبيا وهو مركز لممارسة طب الأطفال ويعتبر المركز الوحيد في شيكاغو.
القنصلية العامة لليابان في شيكاغو تَقع في جناح 1100 في مركز أولمبيا.